# Пјане Маљијеричи (Терамо)
Пјане Маљијеричи (итал. Piane Maglierici) је насеље у Италији у округу Терамо, региону Абруцо.
Према процени из 2011. у насељу је живело 154 становника. Насеље се налази на надморској висини од 252 м.